# Departament d'Arauca
Arauca és un departament de Colòmbia, a la zona de l'Orinoco, fronterer amb Veneçuela. La seva capital és el municipi homònim d'Arauca.

## Municipis
1. Arauca
2. Arauquita
3. Cravo Norte
4. Fortul
5. Puerto Rondón
6. Saravena
7. Tame

## Pobles amerindis
La població indígena total del departament és de 3.591 persones. En el seu territori hi ha 26 resguardos en una àrea de 128.167 hectàrees. Allí viuen 6 pobles indígenes: U'wa, (1.124), betoye (800), sikuani (782), hitnü (441), Kuiba (241), chiricoa, (173) i piapoco (30).